# Seznam uniformnih tlakovanj
Seznam uniformnih tlakovanj v seznamu je prikazanih 11 konveksnih uniformnih tlakovanj v evklidski ravnini. Tlakovanja so lahko pravilna ali polpravilna. Prikazana so tudi dualna tlakovanja.
V ravnini obstajajo tri pravilna in osem polpravilnih tlakovanj. Polpravilna tlakovanja tvorijo novo tlakovanje iz dualov.

## Konveksno uniformno tlakovanje evklidske ravnine

### Skupina [4,4]
| uniformna tlakovanja (platonska in arhimedska) | slika oglišč Wythoffov simbol simetrijska grupa                                  | dualno uniformno tlakovanje (Lavesova ali Catalanova tlakovanja) |
| ---------------------------------------------- | -------------------------------------------------------------------------------- | ---------------------------------------------------------------- |
|                                                | 4.4.4.4 (ali 44) 4\|24 pm4 [4,4], *442                                           |                                                                  |
|                                                | 4.8.8 2\|4 4 4 4\|2 p4m [4,4], *442                                              |                                                                  |
|                                                | 3.3.4.3.4 \|442 p4g (4*2), [4+,4] p4 (xx) [( (442), [4,4]+ pg (xx) [(∞, 2)+, ∞+] |                                                                  |

### Skupina [6,3]
| platonska in arhimedska tlakovanja | slika oglišč Wythoffovi simboli simetrijska grupa                                            | dualni polieder Lavesova tlakovanja |
| ---------------------------------- | -------------------------------------------------------------------------------------------- | ----------------------------------- |
|                                    | 6.6.6 (ali 63) 3\|62 26\|3 333\|p6m [6,3], *632                                              |                                     |
|                                    | 6.6.6 (ali 63) 3\|62 26\|3 333\| p6m [6,3], *632                                             |                                     |
|                                    | 3.12.12 2 3\| p6m [6, 3], *632                                                               |                                     |
|                                    | 3.3.3.3.3.3 (ali 36) 6\|3 2 3\|3 3 \|3 3 3 p6m [6,3], *632 p3m1 [3[3]], *333 p3[3[3]]+, 333 ‎ |                                     |
|                                    | 3.4.6.4 3\|6 2 p6m [6,3], *632                                                               |                                     |
|                                    | 4.6.12 2 6 3\| p6m [6, 3], *632 p3m1 [3[3]] ], *333 p3 [3[3]]+, 333                          |                                     |
| 4.6.12 2 6 3\| p6m [6,3], *632     |                                                                                              |                                     |

### Ne-Wythoffianovo uniformno tlakovanje
| platonsko in arhimedsko tlakovanje | slika oglišč Wythoffianovi simboli simetrijska grupa | dualna Lavesova tlakovanja |
| ---------------------------------- | ---------------------------------------------------- | -------------------------- |
|                                    | 3.3.3.4.4 2\|2 (2 2) cmm [∞,2+,∞], 2*22              |                            |